# Tuscha
Tuscha (russisch Тужа́) ist eine Siedlung städtischen Typs in der Oblast Kirow in Russland mit 4568 Einwohnern (Stand 14. Oktober 2010).

## Geographie
Der Ort liegt etwa 150 km Luftlinie südwestlich des Oblastverwaltungszentrums Kirow am gleichnamigen Flüsschen (auch Tuschinka genannt), das etwa 5 km nordöstlich von rechts in die Pischma mündet.
Tuscha ist Verwaltungszentrum des Rajons Tuschinski sowie Sitz der Stadtgemeinde Tuschinskoje gorodskoje posselenije. Zu dieser gehören neben der Siedlung 26 umliegende Dörfer, von denen nur drei mehr als 100 Einwohner haben (Stand 14. Oktober 2010): Karawannoje (25 km nordwestlich), Kowrischata (14 km nordwestlich) und Poksta (11 km östlich).

## Geschichte
Der Ort wurde 1702 gegründet und trug zuerst nach der dort errichteten Kirche den Namen Woskressenskoje, von russisch Woskressenije für „(Christi) Auferstehung“. 1818 (nach anderen Angaben bereits 1796) wurde er in Pischemskoje nach dem nahen Fluss Pischma umbenannt. Er gehörte zum Ujesd Jaransk des Gouvernements Wjatka.
1929 wurde Pischemskoje Verwaltungssitz eines neu geschaffenen, nach dem Fluss Tuscha benannten Rajons. Dieser war zweimal für mehrere Jahre aufgelöst: vom 20. Januar 1932 bis 20. Januar 1935 sowie vom 14. November 1959 bis 30. Dezember 1966. Bei der Neubildung des Rajons 1935 wurde der heutige Ortsname offiziell. Seit 1971 besitzt Tuscha den Status einer Siedlung städtischen Typs.

### Bevölkerungsentwicklung
| Jahr | Einwohner |
| ---- | --------- |
| 1939 | 741       |
| 1970 | 2349      |
| 1979 | 4668      |
| 1989 | 5491      |
| 2002 | 5159      |
| 2010 | 4568      |

Anmerkung: Volkszählungsdaten

## Verkehr
Durch Tuscha verläuft die föderale Fernstraße R176 Wjatka, die von Tscheboksary über Joschkar-Ola kommend weiter über Kirow nach Syktywkar führt. Die nächstgelegene Bahnstation befindet sich gut 30 km südlich  im benachbarten Rajonzentrum Jaransk, Endpunkt einer Strecke von Selenodolsk bei Kasan über Joschkar-Ola.